# Majdanpek
Majdanpek (izvirno srbsko Мајданпек) je naselje v Srbiji, ki je središče istoimenske občine; slednja pa je del Borskega upravnega okraja.

## Demografija
V naselju živi 7804 polnoletnih prebivalcev, pri čemer je njihova povprečna starost 35,8 let (35,0 pri moških in 36,5 pri ženskah). Naselje ima 3631 gospodinjstev, pri čemer je povprečno število članov na gospodinjstvo 2,77.
To naselje je, glede na rezultate popisa iz leta 2002, večinoma srbsko, a v času zadnjih treh popisov je opazno zmanjšanje števila prebivalcev.
|  |

| Demografija | Demografija     | Demografija     |
| Leto        | Št. prebivalcev | Št. prebivalcev |
| ----------- | --------------- | --------------- |
|             |                 |                 |
|             |                 |                 |
|             |                 |                 |
|             |                 |                 |
| 1948        | 1919            |                 |
| 1953        | 2244            |                 |
| 1961        | 3746            |                 |
| 1971        | 8065            |                 |
| 1981        | 9489            |                 |
| 1991        | 11760           | 11726           |
| 2002        | 10350           | 10071           |
|             |                 |                 |

| Etnična sestava po popisu iz leta 2002 | Etnična sestava po popisu iz leta 2002 | Etnična sestava po popisu iz leta 2002 | Etnična sestava po popisu iz leta 2002 | Etnična sestava po popisu iz leta 2002 |
| -------------------------------------- | -------------------------------------- | -------------------------------------- | -------------------------------------- | -------------------------------------- |
| Srbi                                   | Srbi                                   |                                        | 8.631                                  | 85,70%                                 |
| Vlahi                                  | Vlahi                                  |                                        | 386                                    | 3,83%                                  |
| Črnogorci                              | Črnogorci                              |                                        | 139                                    | 1,38%                                  |
| Hrvati                                 | Hrvati                                 |                                        | 39                                     | 0,38%                                  |
| Jugoslovani                            | Jugoslovani                            |                                        | 39                                     | 0,38%                                  |
| Makedonci                              | Makedonci                              |                                        | 31                                     | 0,30%                                  |
| Muslimani                              | Muslimani                              |                                        | 19                                     | 0,18%                                  |
| Romuni                                 | Romuni                                 |                                        | 17                                     | 0,16%                                  |
| Bolgari                                | Bolgari                                |                                        | 12                                     | 0,11%                                  |
| Goranci                                | Goranci                                |                                        | 11                                     | 0,10%                                  |
| Bošnjaki                               | Bošnjaki                               |                                        | 5                                      | 0,04%                                  |
| Slovenci                               | Slovenci                               |                                        | 4                                      | 0,03%                                  |
| Rusi                                   | Rusi                                   |                                        | 3                                      | 0,02%                                  |
| Madžari                                | Madžari                                |                                        | 3                                      | 0,02%                                  |
| Albanci                                | Albanci                                |                                        | 3                                      | 0,02%                                  |
| Čehi                                   | Čehi                                   |                                        | 1                                      | 0,00%                                  |
| Rusini                                 | Rusini                                 |                                        | 1                                      | 0,00%                                  |
| Romi                                   | Romi                                   |                                        | 1                                      | 0,00%                                  |
| Bunjevci                               | Bunjevci                               |                                        | 1                                      | 0,00%                                  |
| Neznano                                | Neznano                                |                                        | 309                                    | 3,06%                                  |